# Rudolf Blügel
Rudolf Blügel (* 5. März 1927 in Neunkirchen (Saar); † 7. August 1997 ebenda) war ein deutscher Politiker (CDU).
Blügel machte 1948 die Facharbeiterprüfung und 1953 die Meisterprüfung als Maschinenbauer. 1958 trat er in die CDU ein. Am 20. Juli 1979 rückte er für den ausgeschiedenen Abgeordneten Werner Zeyer nach und war bis zum Ende der Wahlperiode 1980 Mitglied des Deutschen Bundestages. Dort gehörte er dem Ausschuss für Raumordnung, Bauwesen und Städtebau an.